# Мироновка (Краснослободський район)
Миро́новка (рос. Мироновка, ерз. Мироновка) — присілок у складі Краснослободського району Мордовії, Росія. Входить до складу Старосіндровського сільського поселення.
Населення — 2 особи (2010; 5 у 2002).
Національний склад (станом на 2002 рік):
- росіяни — 100 %